# Sunshine Coast
Sunshine Coast (Słoneczne Wybrzeże) – przybrzeżny obszar miejski w Australii, w południowo-wschodniej części stanu Queensland w samorządzie Sunshine Coast Region. Położony w regionie i aglomeracji South East Queensland. Jest miejscowością satelicką dla Brisbane, głównego ośrodka stanowego, z którym graniczy od południa i którego centrum oddalone jest kilkadziesiąt kilometrów na południe. Mimo że nie ma centralnej dzielnicy biznesowej, plasuje się na dziewiątym miejscu wśród miast Australii i trzecim w Queenslandzie.
Znane jest przede wszystkim ze słonecznego, subtropikalnego klimatu, złocistych plaż, kwitnącego życia nocnego oraz wielu atrakcji turystycznych. Licznie odwiedzane przez miłośników surfingu oraz wszelkiego rodzaju sportów wodnych.
Znajduje się tutaj: Uniwersytet Sunshine Coast, ogród zoologiczny Australia Zoo, parki tematyczne Aussie World i Sea Life Sunshine Coast oraz atrakcja turystyczna Big Pineapple.

## Klimat
Sunshine Coast leży w strefie klimatu subtropikalnego, z całorocznym okresem z letnimi temperaturami.
| Miesiąc | Sty  | Lut  | Mar  | Kwi  | Maj  | Cze  | Lip  | Sie  | Wrz  | Paź  | Lis  | Gru  | Roczna |
| --- | ---- | ---- | ---- | ---- | ---- | ---- | ---- | ---- | ---- | ---- | ---- | ---- | ------ |
| Średnie temperatury w dzień [°C]                                                                                      | 29.0 | 28.9 | 27.9 | 26.0 | 23.6 | 21.4 | 21.1 | 22.2 | 24.3 | 25.6 | 27.2 | 28.3 | 25,5   |
| Średnie dobowe temperatury [°C]                                                                                       | 25.1 | 25.1 | 24.0 | 21.5 | 18.6 | 16.3 | 15.4 | 16.0 | 18.6 | 20.6 | 22.6 | 24.1 | 20,7   |
| Średnie temperatury w nocy [°C]                                                                                       | 21.2 | 21.3 | 20.1 | 17.0 | 13.6 | 11.4 | 9.6  | 9.8  | 12.9 | 15.6 | 17.9 | 19.8 | 15,8   |
| Opady [mm] | 146  | 194  | 168  | 152  | 155  | 118  | 64.0 | 75.0 | 54.9 | 89.0 | 83.8 | 148  | 1461   |
| Średnia liczba dni z opadami                                                                                          | 14.6 | 15.3 | 17.0 | 16.2 | 17.0 | 16.1 | 13.3 | 10.1 | 10.3 | 11.0 | 10.0 | 13.5 | 164    |
| Źródło: Bureau of Meteorology (liczba dni z opadami dla wartości 0,1 mm, wysokość 3 m n.p.m., nad oceanem, 1994-2018) |      |      |      |      |      |      |      |      |      |      |      |      |        |